# Список кардиналов, возведённых папой римским Григорием XVI

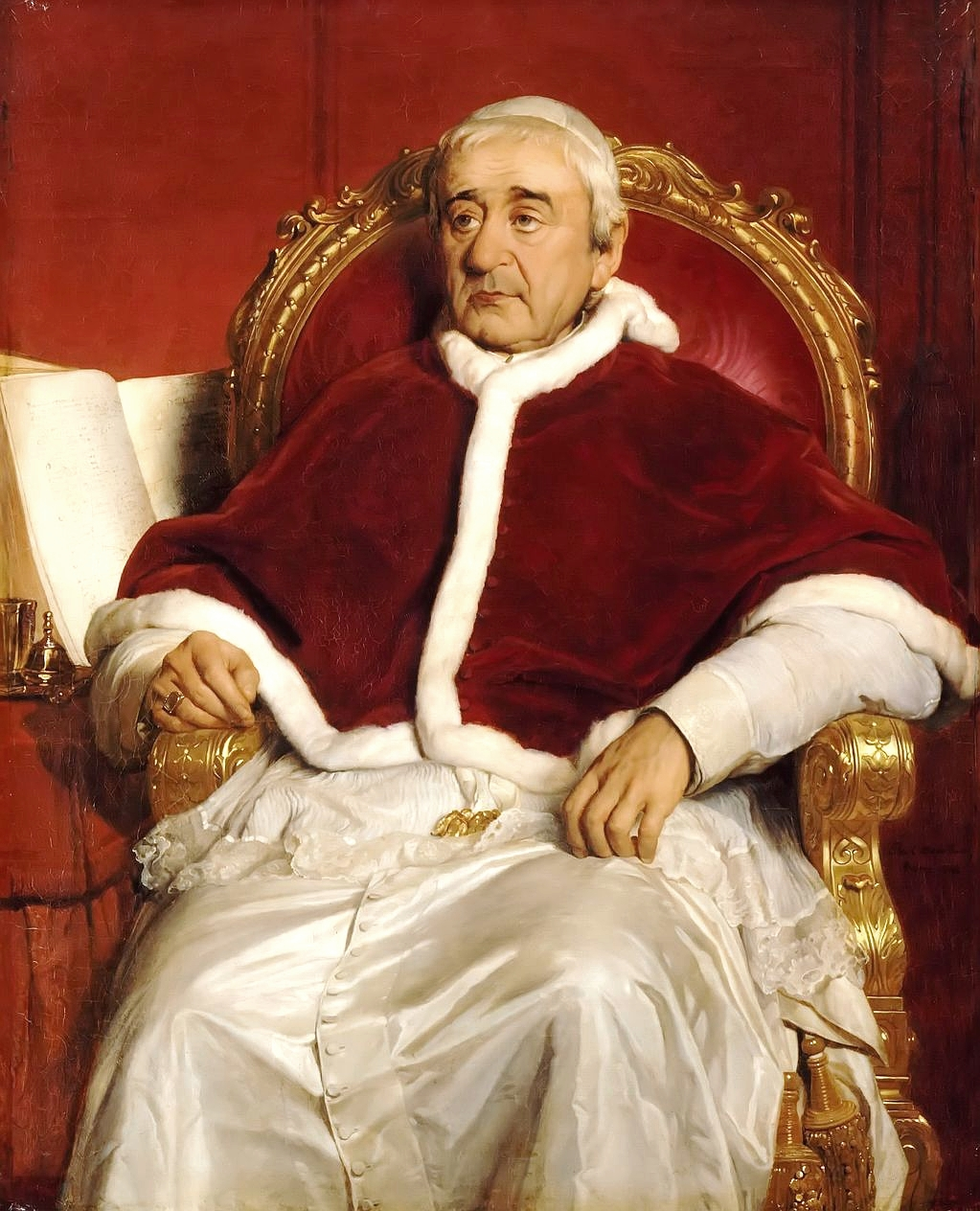
Папа Григорий XVI

Кардиналы, возведённые Папой римским Григорием XVI — 75 прелатов были возведены в сан кардинала на двадцати шести Консисториях за 15 с небольшим лет понтификата Григория XVI.
Самой большой консисторией, была Консистория от 30 сентября 1831 года, на которой было назначено двенадцать кардиналов.

## Консистория от 30 сентября 1831 года
- Луиджи Ламбрускини, CRSP, апостольский нунций во Франции (Папская область);.
- Алессандро Джустиниани, апостольский нунций в Португалии (Папская область);
- Франческо Тибери Контильяно, апостольский нунций в Испании (Папская область);
- Уго Пьетро Спинола, апостольский нунций в Австрии (Папская область);
- Франческо Серра, архиепископ Капуи (королевство обеих Сицилий);
- Франческо Канали, секретарь Священной Конгрегации по делам епископов и монашествующих (Папская область);
- Пьетро Остини, апостольский интернунций в Бразилии (Папская область);
- Джузеппе Антонио Сала, секретарь Священной Конгрегации Тридентского Собора (Папская область);
- Бенедетто Каппеллетти, губернатор Рима и вице-камерленго Святой Римской Церкви (Папская область);
- Луиджи Дель Драго, префект Апостольского дворца (Папская область);
- Франческо Мария Пандольфи Альберичи, префект Папского Двора (Папская область);
- Людовико Гаццоли, председатель Комарше (Папская область).

## Консистория от 2 июля 1832 года
- Джузеппе Мария Вельци, O.P., магистр Апостольского дворца (Папская область);
- Марио Маттей, генеральный казначей Апостольской Палаты (Папская область).

## Консистория от 15 апреля 1833 года
- Лоренцо Джироламо Маттеи, титулярный латинской патриарх Антиохии, секретарь Священной Конгрегации Апостольской визитации (Папская область);
- Каструччо Кастракане дельи Антельминелли, секретарь Священной Конгрегации Пропаганды Веры (Папская область).

## Консистория от 29 июля 1833 года
- Якопо Монико, патриарх Венеции, (Ломбардо-Венецианское королевство, Австрийская империя);
- Филиппо Джудиче Караччоло, Orat., архиепископ Неаполя (королевство обеих Сицилий).

## Консистория от 20 января 1834 года
- Джакомо Луиджи Бриньоле, генеральный казначей Апостольской Палаты (Папская область);
- Никола Гримальди, губернатор Рима и вице-камерленго Святой Римской Церкви (Папская область).

## Консистория от 23 июня 1834 года
- Гаэтано Мария Тригона и Паризи, архиепископ Палермо (королевство Обеих Сицилий);
- Луиджи Боттилья Савоулекс, декан священнослужителей Апостольской Палаты (Папская область);
- Паоло Полидори, секретарь Священной Конгрегации Тридентского Собора (Папская область);
- Джузеппе делла Порта Родиани, титулярный латинский патриарх Константинопольский, генеральный аудитор Апостольской Палаты (Папская область);
- Джузеппе Альбергини, асессор Верховной Священной Конгрегации Римской и Вселенской инквизиции (Папская область);
- Алессандро Спада, декан аудиторов Трибунала Священной Римской Роты (Папская область);
- Луиджи Фрецца, секретарь Священной Конгрегации чрезвычайных церковных дел (Папская область);
- Костантино Патрици Наро, префект Апостольского дворца (Папская область);
- Адриано Фиески, префект Папского Двора (Папская область).

## Консистория от 6 апреля 1835 года
- Плачидо Мария Тадини, O.C.D., архиепископ Генуи (Сардинское королевство);
- Амброджо Бьянки, O.S.B.Cam., генеральный настоятель своего Ордена (Папская область).

## Консистория от 1 февраля 1836 года
- Жан-Луи Лефевр де Шеверю, архиепископ Бордо (королевство Франция);
- Габриэле делла Дженга Серматтеи, архиепископ Феррары (Папская область).

## Консистория от 19 мая 1837 года
- Луиджи Амат ди Сан Филиппо и Сорсо, апостольский нунций в Испании (Папская область);
- Анджело Май, секретарь Священной Конгрегации Пропаганды Веры (Папская область).

## Консистория от 12 февраля 1838 года
- Кьяриссимо Фальконьери Меллини, архиепископ Равенны (Папская область);
- Антонио Франческо Ориоли, O.F.M.Conv., епископ Орвието (Папская область);
- Джузеппе Гаспаро Меццофанти, первый хранитель Ватиканской апостольской библиотеки, каноник патриаршей Ватиканской базилики (Папская область);
- Джузеппе Уголини, декан клириков Апостольской Палаты (Папская область);
- Луиджи Чакки, губернатор Рима и вице-камерленго Святой Римской Церкви (Папская область);
- Джованни Солья Черони, титулярный латинской патриарх Иерусалима, секретарь Священной Конгрегации по делам епископов и монашествующих (Папская область);
- Антонио Тости, генеральный казначей Апостольской Палаты (Папская область);
- Франческо Саверио Массимо, префект Апостольского дворца (Папская область).

## Консистория от 13 сентября 1838 года
- Энгельберт Стеркс, архиепископ Мехелена (Бельгия);
- Филиппо Де Анджелис, архиепископ—епископ Монтефьясконе (Папская область).

## Консистория от 30 ноября 1838 года
- Габриэле Ферретти, архиепископ Фермо, (Папская область).

## Консистория от 18 февраля 1839 года
- Чарльз Джэнуариус Актон, генеральный аудитор Апостольской Палаты (Папская область).

## Консистория от 8 июля 1839 года
- Фердинандо Мария Пиньятелли, Theat., архиепископ Палермо (королевство Обеих Сицилий).

## Консистория от 23 декабря 1839 года
- Юг-Робер-Жан-Шарль де Латур д’Овернь-Лораге, епископ Арраса (королевство Франция);
- Джованни Мария Мастаи-Ферретти, архиепископ—епископ Имолы (Папская область);
- Гаспаре Бернардо Пьянетти, епископ Витербо и Тосканеллы (Папская область);
- Луиджи Ванничелли Казони, губернатор Рима и вице-камерленго Святой Римской Церкви, генеральный директор полиции (Папская область).

## Консистория от 14 декабря 1840 года
- Лодовико Альтьери, апостольский нунций в Австрии (Папская область);
- Сильвестро Белли, асессор Верховной Священной Конгрегации Римской и Вселенской инквизиции (Папская область).

## Консистория от 1 марта 1841 года
- Луи-Жак-Морис де Бональд, архиепископ Лиона (королевство Франция);

## Консистория от 12 июля 1841 года
- Томмазо Паскуале Джицци, апостольский нунций на Сардинии (Папская область).

## Консистория от 24 января 1842 года
- Фридрих Иоганн Йозеф Целестин фон Шварценберг, архиепископ Зальцбурга (Австрийская империя);
- Козимо Барнаба Корси, декан аудиторов Трибунала Священной Римской Роты (Папская область).

## Консистория от 27 января 1843 года
- Франческо ди Паола Вилладекани, архиепископ Мессины (королевство Обеих Сицилий);
- Иньяцио Джованни Кадолини, секретарь Священной Конгрегации Пропаганды Веры (Папская область);
- Паоло Манджели Орси, генеральный аудитор Апостольской Палаты (Папская область);
- Джованни Серафини, декан клириков Апостольской Палаты (Папская область).

## Консистория от 19 июня 1843 года
- Франсишку де Сан-Луиш Сарайва, O.S.B., патриарх Лиссабона (королевство Португалия);
- Антонио Мария Кадолини, C.R.S.P., епископ Анкона (Папская область).

## Консистория от 22 января 1844 года
- Антонио Мария Каджано де Ацеведо, генеральный аудитор дел Апостольской Палаты, избранный епископ Сенигаллии (Папская область);
- Никкола Парраччани Кларелли, секретарь Священной Консисторской Конгрегации, избранный епископ Монтефьясконе и Корнето (Папская область);
- Фабио Мария Асквини, титулярный латинский патриарх Константинопольский, секретарь Священной Конгрегации по делам епископов и монашествующих (Папская область).

## Консистория от 22 июля 1844 года
- Доменико Карафа делла Спина ди Траэтто, архиепископ Беневенто (королевство Обеих Сицилий);
- Франческо Капаччини, генеральный аудитор Апостольской Палаты (Папская область);
- Джузеппе Антонио Заккья Рондинини, губернатор Рима и вице-камерленго Святой Римской Церкви, генеральный директор полиции (Папская область);
- Лоренцо Симонетти, асессор Верховной Священной Конгрегации Римской и Вселенской инквизиции (Папская область);
- Джакомо Пикколомини, декан клириков Апостольской Палаты (Папская область).

## Консистория от 21 апреля 1845 года
Четыре кардинала были назначены in pectore и никогда не были объявлены.

## Консистория от 24 ноября 1845 года
Один кардинал был назначен in pectore и никогда не был объявлен.

## Консистория от 19 января 1846 года
- Гильерме Энрикеш де Карвалью, патриарх Лиссабона (Португалия);
- Систо Риарио Сфорца, архиепископ Неаполя (королевство Обеих Сицилий);
- Жозеф Берне, архиепископ Экса (королевство Франция).